# Shenandoah (Virginia)
Shenandoah è un comune degli Stati Uniti d'America, situato nello Stato della Virginia, nella contea di Page.